# رئال آرژانتین

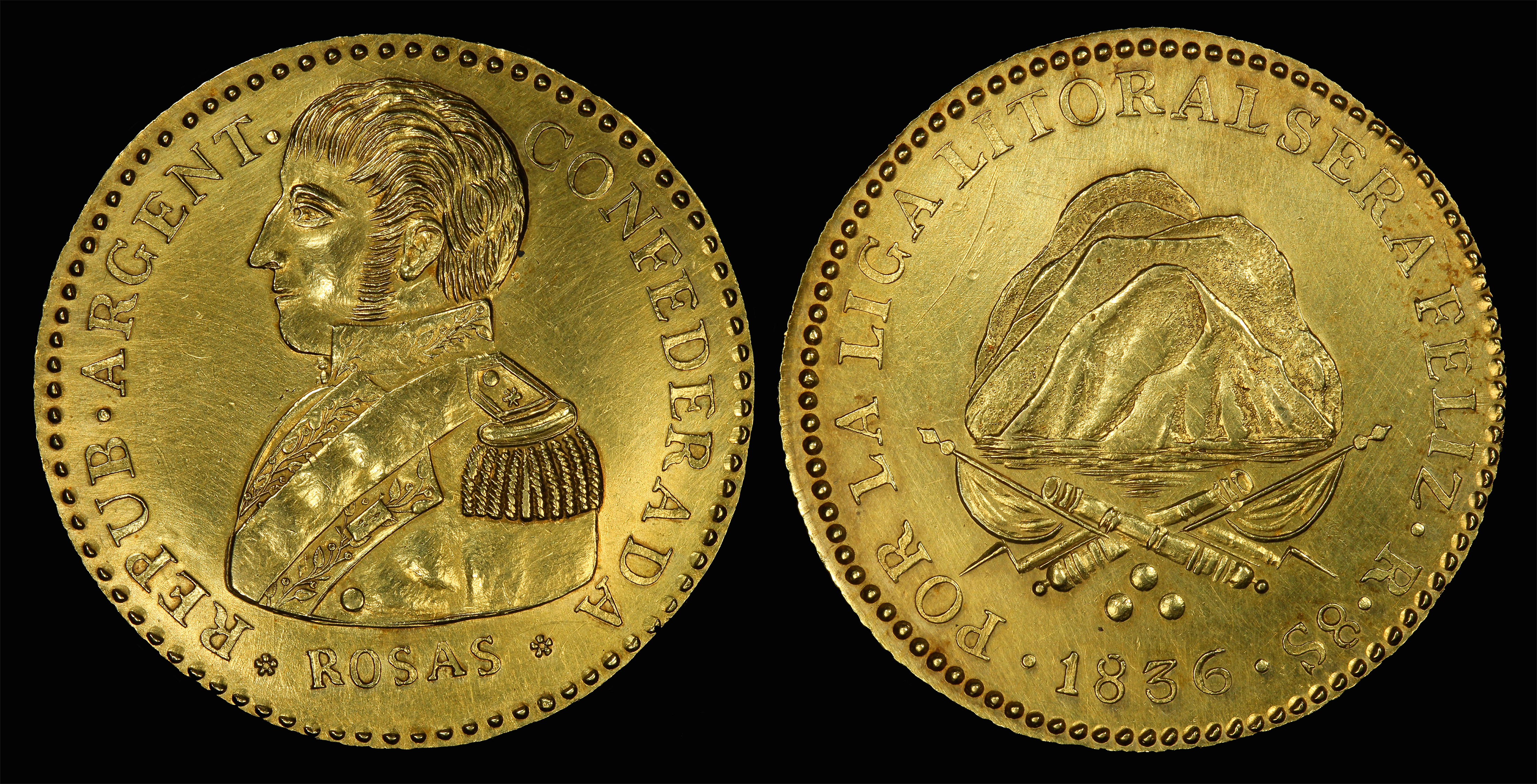
سکهٔ طلای ضرب‌شدهٔ ۸ اسکودوی آرژانتین به‌سال ۱۸۳۶ میلادی.

رئال آرژانتین (به انگلیسی: Argentine real) (به زبان بومی: real argentino) یکای پول رایج در کشور آرژانتین بود. مسئولیت کنترل این یکای پول برعهدهٔ بانک مرکزی آرژانتین قرار داشت.